# 三井住友海上火災保険
三井住友海上火災保険株式会社（みついすみともかいじょうかさいほけん、英: Mitsui Sumitomo Insurance Company, Limited）は、東京都千代田区に本社を置く、日本の損害保険会社。MS&ADインシュアランスグループ傘下の完全子会社である。
2027年4月を目途にMS&ADインシュアランスグループの下であいおいニッセイ同和損害保険との合併が計画されている。

## 概要
業界3位を争う三井海上火災保険・住友海上火災保険は、それぞれのメインバンクであるさくら銀行（三井グループ）と住友銀行（住友グループ）が合併して三井住友銀行が誕生したことから、三井海上火災保険株式会社を存続会社として合併した（「三井住友」も参照）。ただし、三井住友フィナンシャルグループ（SMFG）や三井住友銀行（SMBC）とは資本関係はない。本社所在地は東京都中央区新川の旧住友海上本社に設置し、2013年10月に神田駿河台（旧中央大学跡地）の旧三井海上本社ビルを改築するとともにビル1棟を新築し、旧住友と旧三井に分かれている本社機能を統合して本社所在地も同駿河台の地に移転した。
合併後は2007年度決算で保険料収入1兆4928億円で、東京海上ホールディングスの2兆1486億円に続き、1兆3866億円の損害保険ジャパンと業界の2位を争っていた。2010年4月にMS&ADインシュアランスグループとして、あいおい損害保険及びニッセイ同和損害保険と経営統合した。2014年9月の損保ジャパンと日本興亜損保の合併により、現在は単体では業界3位となっている。
合併後の社長は、旧住友海上出身者の植村裕之、旧大正海上出身者の江頭敏明、旧住友海上出身者の柄澤康喜、旧大正海上出身者の原典之、とたすきがけ人事となっている。2012年6月時点で、江頭がMS&ADの社長と同社の代表権のある会長を兼務、柄澤が同社の社長とMS&ADの代表権のある執行役員を兼任している。
2013年10月から、あいおいニッセイ同和損害保険や三井住友海上あいおい生命保険との間で機能別再編が行われている。機能別再編により、同社は国内外を問わずグローバルな保険・金融サービス事業を担う事業会社となる。
略称は三井住友海上（みついすみともかいじょう）。証券界では三住海上（さんすみかいじょう）が上場銘柄としての略称として使われていた。この略称は、2008年4月に設立された持株会社の三井住友海上グループホールディングスが東証の上場銘柄の略称として引き継いでいたが、同社は2010年4月にMS&ADインシュアランスグループホールディングスに商号変更された。
三井と住友の企業が合併した場合の慣例として、日本社名は「三井住友」で英社名は「Sumitomo Mitsui」が慣例であるが、三井住友海上の場合は英社名もMitsuiから始まる。

## 沿革
- 1893年（明治26年）- 関西の銅業、貿易関係の有志により「大阪保険株式会社」設立。初代社長増田信之。
- 1899年（明治32年）- 大阪保険が「大阪火災保険株式会社」に商号変更。
- 1907年（明治40年）‐ 大阪火災保険が「大阪火災海上運送保険株式会社」に商号変更。
- 1916年（大正5年）‐ 大阪火災海上運送保険が大阪商船グループ傘下に入り、「大阪海上火災保険株式会社」に商号変更。
- 1917年（大正6年）- 山下汽船の山下亀三郎の提唱で「扶桑海上保険株式会社」を設立。初代会長加藤正義。
- 1918年（大正7年）10月 - 三井物産の小田柿捨次郎を中心として、原錦吾が設立計画書を策定し、三井海上の前身である「大正海上火災保険株式会社」設立。初代会長飯田義一[5]。
- 1920年（大正9年）‐ 扶桑海上保険が「扶桑海上火災保険株式会社」に商号変更。
- 1940年（昭和15年）- 扶桑海上火災保険が住友財閥傘下に入り「住友海上火災保険株式会社」に商号変更。
- 1941年（昭和16年）11月 - 大正海上火災保険が新日本火災保険株式会社を合併。
- 1942年（昭和17年）- 大阪海上火災保険が摂津海上火災保険株式会社を合併。
- 1944年（昭和19年）
  - 3月 - 大阪海上火災保険と住友海上火災保険が合併、「大阪住友海上火災保険株式会社」を設立。
  - 6月 ‐ 大正海上火災保険が三井火災保険を合併。
- 1954年（昭和29年）7月 - 大阪住友海上火災保険が、住友海上火災保険株式会社に商号変更。
- 1991年（平成3年）4月 - 大正海上火災保険が、三井海上火災保険株式会社に商号変更。
- 1996年（平成8年）8月 - 三井海上が三井みらい生命保険株式会社を、住友海上が住友海上ゆうゆう生命保険株式会社をそれぞれ設立。
- 2001年（平成13年）
  - 9月 - シティグループの子会社と三井住友海上が合弁で、変額個人年金保険専業会社「シティ・インシュアランス・サービス株式会社」設立。
  - 10月 - 三井海上火災保険を存続会社として住友海上火災保険を合併、商号を三井住友海上火災保険株式会社に変更。同時に傘下の生命保険会社も合併により三井住友海上きらめき生命保険に商号変更。
- 2002年（平成14年）7月 - シティ・インシュアランス・サービスが商号を「三井住友海上シティインシュアランス生命保険株式会社」に変更。生命保険業の認可を取得し、営業開始。
- 2003年（平成15年）11月1日 - 三井ライフ損害保険の全保険契約を同社へ包括移転。
- 2005年（平成17年）10月 - 三井住友海上シティインシュアランス生命保険を三井住友海上メットライフ生命保険に商号変更。
- 2006年（平成18年）6月 - 金融庁より以下の命令を受ける[6]。
  - 保険契約締結・保険募集・保証証券に関する業務の2週間停止。
  - 国外子会社設置認可申請・国外支店等設置届出・国外合弁会社設立届出に関する業務の3ヶ月間停止。
  - 新規商品認可申請、既存商品改訂届出、他社代理・代行認可申請等に関する業務の1年間停止。2007年2月23日付処分解除。
  - 第三分野商品の保険契約締結・保険募集に関する業務の無期限停止。2007年2月23日付処分解除。
- 2008年（平成20年）
  - 4月 - 株式移転により持株会社「三井住友海上グループホールディングス」を設立。同社は三井住友海上グループホールディングスの完全子会社となる。
  - 7月 - 三井住友海上メットライフ生命保険の同社保有分を三井住友海上グループホールディングスへ譲渡（三井住友海上メットライフ生命保険は2011年4月に三井住友海上プライマリー生命保険へ商号変更）。
- 2010年（平成22年）4月 ‐ 三井住友海上グループホールディングスがあいおい損害保険、ニッセイ同和損害保険との経営統合に伴い、MS&ADインシュアランスグループホールディングスへ商号変更。同社と三井住友海上きらめき生命保険のシンボルマークを「MS&AD」に変更。
- 2011年（平成23年）1月1日 - 当日付で解散したスミセイ損害保険の全保険契約を同社に包括移転。同社で契約した保険の事故受付等一切の業務を引き受ける。
- 2012年（平成24年）10月31日 - MS&ADインシュアランスグループ内の資産運用事業再編の一環として、トヨタファイナンシャルサービスが保有していたトヨタアセットマネジメントの全株式を取得[7]。
- 2014年（平成26年）
  - 4月1日 ‐ グループ内の機能別再編を実施[4]。
    - あいおいニッセイ同和損害保険から船舶保険並びに航空・宇宙保険を移行。同社が保有する契約は同日以降に満期を迎えるタイミングで切替・移行する。
    - 第三分野長期契約のうち、一部を除く新規契約を三井住友海上あいおい生命保険へ移行。同社の代理店委託受託により、三井住友海上の代理店で販売される。

  - 10月1日 - グループ内の機能別再編を実施[4]。
    - あいおいニッセイ同和損害保険から貨物・運送保険を移行。同社が保有する契約は同日以降に満期を迎えるタイミングで切替・移行する。
    - 整備工場・中古車販売・自動車関連・二輪販売を主たる業務とする副業代理店などモーターチャネル代理店のうち、あいおいニッセイ同和損害保険が主要取引先となっている代理店を同社へ移行。移行対象の代理店経由で同社が保有する契約は同日以降に迎えるタイミングであいおいニッセイ同和損害保険へ切替・移行する。
- 2015年（平成27年）
  - 6月 - 定時株主総会で、 慶應義塾大学教授の宮島司と、元国連開発計画駐日代表兼総裁特別顧問の弓削昭子が社外取締役に就く。
  - 9月11日、傘下の三井生命保険は日本生命保険グループへの経営統合が決まり、12月29日まで株式公開買付けが行われ、日本生命保険のグループ会社となった（2019年に大樹生命保険と改称）。
  - 9月24日 - 24時間単位型自動車運転者保険[注釈 4]「1DAY保険」のセブン-イレブンでの販売を開始（コンビニエンスストアでの自動車保険の販売は初の試み）[8]。

## 主力商品
- GKシリーズ
  - GK クルマの保険（自動車保険）
    - GK 見守るクルマの保険（「GK クルマの保険」に「事故発生の通知等に関する特約」をセットにしたもの）
    - GK クルマの保険・ドライバー保険（自動車運転者損害賠償責任保険）

  - GK すまいの保険（火災保険）
    - GK すまいの保険 グランド（家庭用火災保険）

  - GK ケガの保険（傷害保険）
- はじめての自動車保険（新規加入時専用自動車保険）
- 1day保険（24時間単位型自動車運転者保険）
  - 1dayレジャー保険（24時間単位型総合生活補償保険）
- ネットde保険（インターネット専用保険）
  - ネットde保険 ＠さいくる（「GK ケガの保険(交通傷害型)」をベースにした傷害保険）
  - ネットde保険 ＠とらべる（特定手続用海外旅行保険）
  - ネットde保険 ＠ごるふ（ゴルファー保険）

## CMキャラクター
2002年9月よりMOST、MOSTファーストクラス、ViV終身のコマーシャルに黒木瞳、2007年10月から企業イメージCMに竹野内豊、2015年10月から若年者層向け自動車保険「はじめての自動車保険」・「1DAY保険」のTVCMに川口春奈と菅谷哲也、2016年3月から濱田岳を企業イメージCM、2018年3月から大泉洋、同年8月からは大泉との共演で芳根京子を企業イメージCMにそれぞれ起用した。なお、堀北真希は2017年2月の芸能界引退までに契約が終了した。2021年5月からは吉沢亮と村川絵梨を起用。なお、吉沢と村川はこの年に放送された大河ドラマ『青天を衝け』にて、前身会社である扶桑海上保険の設立に発起人として関わった渋沢栄一と、その姉である渋沢なかをそれぞれ演じている。
住友海上火災時代の2000年頃に松村和子のデビュー曲である「帰ってこいよ」を替え歌にしたCMが放送された。三井海上火災時代には橋爪功、志村けんをCMに起用した。合併前後のCMにはCHAGE and ASKAを起用した。

## 提供番組
(2024年3月現在)
- 月曜から夜ふかし
- 水曜日のダウンタウン
- 報道ステーション
- クレヨンしんちゃん

## スポーツ
旧三井海上が1991年に創設した女子陸上競技部は、土佐礼子、渋井陽子、大平美樹、橋本歩などの選手が所属し、全日本実業団女子駅伝（クイーンズ駅伝）で最多の7回優勝している（所属選手については「Category:三井住友海上女子陸上競技部の人物」を参照）。
旧住友海上が1989年に創設した女子柔道部は、2004年アテネオリンピックと2008年北京オリンピックで金メダルの上野雅恵、アテネオリンピック銀メダルの横澤由貴、北京オリンピック銅メダルの中村美里が所属している（所属選手については「Category:三井住友海上女子柔道部の人物」を参照）。
サッカー日本代表のオフィシャル協賛スポンサーである。

## 不祥事

### 保険金不払い
2005年9月27日、同社を含む損保16社による保険金の不当な不払いが公表。同年11月25日、新たに不当な不払いを行っていた事が判明した10社を合わせ、金融庁から業務改善命令を受けた。
2006年6月21日、同社が販売する第三分野保険で保険金の不適切な不払いが927件分確認された。終身医療保険の不適切な不払いが305件あり、悪質と見た金融庁から業務停止命令を受け、商品の販売など業務の遂行に様々な制限を受けた。その後、金融庁は抜本的改善が図られたとして2007年2月23日付で全ての処分を解除した。
2006年9月に、金融庁からの不払い再調査命令に対する調査結果を発表。46,819件、およそ33億900万円分が不当不払いに該当していた。しかしその後、損保各社から第三分野保険での大量不払いが発覚したほか、2×4住宅に対する火災保険料の取りすぎ行為も発覚。同年11月17日、金融庁は同社を含む損保26社に対して不払い実態の再々調査を命令。
2006年12月10日に、2×4工法の建築物に対する火災保険料を取りすぎていた問題が発覚した。
2007年3月20日、同社は調査結果を発表。不払いの合計は5万1486件、金額にして54億3300万円となり、昨年9月時点での調査結果と比較して4,770件、21億2400万円分が追加された。火災保険料取りすぎ行為の中間調査結果も同時に発表。8,855件、およそ8億円分を余計に取っていたとの結果となった。

### 顧客情報の漏洩
ファイル共有ソフトの利用
2006年1月17日、業務委託先社員のパソコンがコンピュータウイルスに感染。顧客情報590人分を主とした内部情報が、ファイル共有ソフトWinny上に流出してしまった。
ファックスの誤送信
子会社の三井住友海上メットライフ生命保険にて、個人年金保険の顧客情報を無関係の一般家庭にファックス送信したことが発覚。2009年8月12日、同社は契約者や被保険者など117人の氏名、保険金の額、申込番号、代理店名が記載されたリストを代理店にファックス送信したが、その際にファックス番号を誤ったため一般の住宅に送信されてしまった。誤送されたリストは、同社が翌日回収した。誤送信の理由は、廃止された支店にまでリストを送信してしまったところ、その支店のかつてのファックス番号と同一の番号が既に別の個人に割り当てられており、そちらに送信されたためだとされる。

### 不正な契約手続き
三井住友海上火災保険では、代理店での契約手続で不正行為が頻発していた。同社に対する金融庁の検査や、同社からの報告によって、これらの問題が明るみとなり、2006年6月に金融庁より公表された。それによると、代理店が保険料の立替を行っていた事例が少なくとも120件も見つかっており、保険業法第300条第1項第5号に違反すると指摘された。同発表によれば、代理店が保険の契約者に対して重要事項の説明をしていない事例が6件見つかり、こちらも保険業法第300条第1項第1号に違反するとされた。さらに、顧客と同姓の印鑑を悪用し、無断で保険の継続契約を締結する手口も明らかになった。金融庁の同発表によれば、顧客の意思を確認せずに勝手に継続契約を締結した事例が、判明しただけで36件も確認され、同様に保険業法第307条第1項第3号に違反すると指摘された。これらの事実に対して、金融庁は「法令等遵守の意識が乏しく」「代理店に対する管理態勢が極めて不適切」と指摘し、同社を厳しく批判した。

### 国外拠点の管理の不備
イギリスに設立された子会社にて出納に関する内部統制の不備が発覚。同子会社の代表取締役が、契約書がないまま支出を行ったり、取締役会の承認が必須とされる場合も承認を得ない支出を行ったり、さらに虚偽の理由に基づく支出をしていたことが明らかとなった。しかし、金融庁がこの問題を指摘するまで、同社は調査も処分もしておらず、子会社代表取締役に対する口頭注意に留めていた。金融庁は「海外拠点に対する管理・監督機能は、極めて不十分」と指摘し、同社では「経営陣による内部統制は機能していない」と結論づけた。

### 経営トップの引責辞任と復帰
2006年5月1日に行われた取締役会で、合併前の旧三井海上社長で当時会長の井口武雄と、合併前の旧住友海上社長で当時社長の植村裕之が6月末にそれぞれ退職し、後任に旧住友海上出身で当時副社長の秦喜秋が会長、旧大正海上出身で常務執行役員からCEO兼務の常務執行役員に就任している江頭敏明が社長と最高顧問にそれぞれ就任、たすきがけ人事になる。6月21日に、医療保険を中心とした第三分野保険の悪質な不払いにより金融庁から業務停止命令が言い渡され、井口と植村は最高顧問への就任を辞退して事実上、引責辞任した。
2007年8月23日に、最高顧問を辞退し会社から去った井口と植村が7月23日付けで「常任顧問」として復帰していたことが判明した。「経営には関与していない」「人事委員会で了承を得ている」という理由で両人の復帰を公表していなかった。 両人の復帰により責任の所在が曖昧となり、報酬が支払われ専用室を与えるなどの対応が批判された。

### 東急向けの保険カルテル疑惑
2023年6月20日、三井住友海上火災保険など4社に対し、東急向けの火災保険料を事前に調整したとして、金融庁が報告徴収命令を出していた事が分かった。同年8月4日、追加の報告徴収命令を受けた。同年12月26日、業務改善命令を受けた。

### ビッグモーターによる保険金不正請求問題
2023年9月21日、ビッグモーターの保険金不正請求問題を巡り、金融庁が三井住友海上火災保険に対して追加の報告徴求命令を出していたことが分かった。

### 企業向け保険カルテル疑惑
2023年12月19日、公正取引委員会は企業向け保険でカルテルを結んだとして、三井住友海上を含む損保4社に私的独占の禁止及び公正取引の確保に関する法律（独占禁止法）違反容疑で立ち入り検査した。対象となった契約は京成電鉄、コスモエネルギーホールディングス、シャープ、JERA、東京都、エネルギー・金属鉱物資源機構との損害保険契約。
2024年10月31日、公正取引委員会は上記6法人に先述の東急と警視庁、仙台国際空港を加えた9法人の保険契約においてカルテルおよび談合があったと認定し、三井住友海上を含む損保4社および一部案件での仲介役とされる保険代理店の共立に対し排除措置命令を出すと共に、損保4社には合計20億7164万円（うち三井住友海上は8億8514万円）の課徴金納付命令を出した。
2024年11月7日、経済産業省は上記の処分を受けるかたちで、損保4社および共立に対し同日より一定期間の補助金交付等の停止および契約に係る指名停止等措置を執った。期間は三井住友海上を含む損保3社は2025年3月22日まで、その他2社は同年2月6日までとなっている。

## 判例と企業対応
2018年（平成30年）、長野県で聴覚障害のある11歳の少女がホイールローダーによる交通事故で死亡した。加害者が加入していた任意保険は三井住友海上火災保険であり、同社は当初、少女の将来の収入（逸失利益）を健常者の60％と主張していた。
一審判決（長野地裁）は、全労働者平均賃金の85％を基準として逸失利益を認定したが、2025年（令和7年）1月20日の大阪高等裁判所判決は、少女の学力やコミュニケーション能力、社会の変化等を考慮し、健常者と同等の労働能力を有していたと評価。逸失利益について全労働者平均賃金を基準とすることを適切と判断した。
この判決は、障害者に対する逸失利益の算定に関して、社会的偏見や平均賃金格差を前提とした減額を是正するものであり、障害者の権利保障において重要な前例とされている。

## 関連会社
- 三井住友DSアセットマネジメント
- MSK安心ステーション
- 三井住友海上エイジェンシー・サービス
- MSKマリンサービス
- 三井住友海上キャピタル
- 三井住友海上ケアネット
- エーシー企画
- MSK保険センター